# Hillary Waugh
Pour les articles homonymes, voir Waugh.
Œuvres principales
- On recherche (1952)
- Le Verrou (1960)
- Le Triumvirat (1966)

Hillary Baldwin Waugh, né le 22 juin 1920 et mort le 8 décembre 2008, est un auteur américain de roman policier.

## Biographie
Après des études à Yale, il est mobilisé dans l'aéronavale. Il atteint le grade de lieutenant et quitte le service à la fin de la guerre en 1945. Il réalise alors un souhait d'enfance : être dessinateur et parolier de chansons. Peu après, il se tourne vers l'écriture de fictions policières. Après quelques essais mal reçus par la critique, il s'intéresse à des récits réalistes, presque entièrement centrés sur le travail quotidien de policiers. Bien qu'il ait publié avec succès quelques-uns de ses meilleurs romans, il accepte un poste d'enseignant de physique et de mathématiques pendant l'année scolaire 1956-1957. Il est également rédacteur pendant un an pour une revue de Branford et fait un bref passage en politique municipale.
Il est surtout connu aujourd'hui pour ses romans de procédure policière dans lesquels un enquêteur de la police officielle suit avec méthode toutes les étapes légales du métier pour mener à bien une affaire. On recherche (1952), une des premières œuvres du genre et une des plus estimées, décrit les moyens mis en œuvre par la police pour retracer une jeune fille disparue.
En 1959, il crée les personnages du "chief" Fred Fellows, commissaire d'une ville du Connecticut, et de son adjoint Sidney Wilks. Cette série comporte 11 romans.
Il écrit à partir de 1967, une trilogie avec le lieutenant de police de New York Frank Sessions.
Hillary Waugh a publié une quarantaine de romans, dont plusieurs touchent aussi au genre du roman noir et parfois publiés sous les pseudonymes de H. Baldwin Taylor (3 romans) et Harry Walker (1 roman).
Dans les années 1970, il écrit sous le pseudonyme de Elissa Grandower quatre romans sentimentaux.
En 1989, il se voit décerner le titre de Grand Maître (Grand Master Award) par le Mystery Writers of America pour l'ensemble de son œuvre.

## Œuvre

### Romans

#### SérieFred Fellows
- Sleep Long, My Love (1959) Publié en français sous le titre Dors, mon amour, dors..., Paris, J’ai Lu no 87, 1969 ; réédition, Paris, Librairie des Champs-Élysées, Le Masque no 2295, 1966 ; réédition dans Hillary Waugh vol. 1, Paris, Librairie des Champs-Élysées, coll. Intégrales du Masque, 1997
- Road Block (1960) Publié en français sous le titre Le Verrou, Paris, Gallimard, Série noire no 644, 1961 ; réédition, Paris, Gallimard, Carré noir no 88, 1972 ; réédition, Paris, Librairie des Champs-Élysées, Le Masque no 2339, 1997 ; réédition dans Hillary Waugh vol. 1, Paris, Librairie des Champs-Élysées, coll. Intégrales du Masque, 1997
- That Night It Rained (1961) Publié en français sous le titre Il pleuvait cette nuit-là, Paris, Série noire no 685, 1962 ; réédition dans Hillary Waugh vol. 1, Paris, Librairie des Champs-Élysées, coll. Intégrales du Masque, 1997
- The Late Mrs. D. (1962) Publié en français sous le titre Feu l'épouse de Monsieur, Paris, Série noire no 748, 1962 ; réédition dans Hillary Waugh vol. 1, Paris, Librairie des Champs-Élysées, coll. Intégrales du Masque, 1997
- Born Victim (1962) Publié en français sous le titre Demeure chaste et pure, Paris, J’ai Lu no 79, 1967 ; réédition dans Hillary Waugh vol. 1, Paris, Librairie des Champs-Élysées, coll. Intégrales du Masque, 1997
- Death and Circumstance (1963) Publié en français sous le titre La Faille, Paris, Gallimard, Série noire no 848, 1964 ; réédition, Paris, Librairie des Champs-Élysées, Le Masque no 2198, 1994 ; réédition dans Hillary Waugh vol. 2, Paris, Librairie des Champs-Élysées, coll. Intégrales du Masque, 1998
- Prisoner's Plea (1963)
- The Missing Man  (1964) Publié en français sous le titre Cherchez l'homme, Paris, J’ai Lu no 62, 1967 ; réédition, Paris, Librairie des Champs-Élysées, Le Masque no 1814, 1986 ; réédition dans Hillary Waugh vol. 2, Paris, Librairie des Champs-Élysées, coll. Intégrales du Masque, 1998
- End of a Party  (1965) Publié en français sous le titre Trucide-party, Paris, Série noire no 1010, 1966 ; réédition dans Hillary Waugh vol. 2, Paris, Librairie des Champs-Élysées, coll. Intégrales du Masque, 1998
- Pure Poison  (1966) Publié en français sous le titre On empoisonne pas les saints, Paris, J’ai Lu no 73, 1968 ; réédition, Paris, Librairie des Champs-Élysées, Le Masque no 2226, 1986 ; réédition dans Hillary Waugh vol. 2, Paris, Librairie des Champs-Élysées, coll. Intégrales du Masque, 1998
- The Con Game  (1968) Publié en français sous le titre Abus de confiance, Paris, Presses de la Cité, Un Mystère (3e série) no 12, 1969 ; réédition dans Hillary Waugh vol. 2, Paris, Librairie des Champs-Élysées, coll. Intégrales du Masque, 1998

#### SérieFrank Sessions
- 30 Manhattan East  (1968) Publié en français sous le titre 30 Manhattan Est, Paris, J’ai Lu no 96, 1969
- The Young Prey  (1969) Publié en français sous le titre Fin de fugue, Paris, Série noire no 1370, 1970
- Finish Me Off  (1970) Publié en français sous le titre Fais-moi mourir !, Paris, Série noire no 1419, 1971

#### Autres romans
- Madam Will Not Dine Tonight (1947)
- Hope to Die (1948)
- The Odds Run Out (1949)
- Last Seen Wearing... (1952) Publié en français sous le titre On recherche, Genève, Ditis, Détective-club-Suisse no 95, 1953 ; réédition, Paris, Genève, Ditis, Détective-club no 64, 1953 ; réédition, Paris, J’ai Lu policier no 16, 1964 ; réédition, Paris, Librairie des Champs-Élysées, Le Masque no 1840, 1986
- A Rag and a Bone  (1954) Publié en français sous le titre Carcasse, Genève, Ditis, Détective-club-Suisse no 108, 1954 ; réédition, Paris, Genève, Ditis, Détective-club no 87, 1954 ; réédition, Paris, Librairie des Champs-Élysées, Le Masque no 1884, 1987
- The Case of the Missing Gardener (1954)
- Rich Man, Dead Man (1956) Publié en français sous le titre Va te rhabiller, Paris, Série noire no 350, 1957
- The Girl Who Cried Woolf  (1958) Publié en français sous le titre Santé excellente, Paris, Série noire no 535, 1959
- The Eighth Mrs. Bluebeard (1958) Publié en français sous le titre Noces de plomb, Paris, Série noire no 476, 1959
- Murder on the Terrace  (1961)
- Girl on the Run  (1965) Publié en français sous le titre La Courrette, Paris, Série noire no 1052, 1966
- Run When I Say Go  (1969)
- The Shadow Guest  (1971) Publié en français sous le titre Fantômes à rendre, Presses de la Cité, Suspense no 9, 1972
- Parrish for the Defense (1974)
- A Bride for Hampton House  (1975) Publié en français sous le titre La Route dangereuse, Paris, Éditions Mondiales, coll. Modes de Paris no 93, 1977
- Madman at My Door  (1978)
- The Glenna Powers Case  (1980)
- The Billy Cantrell Case  (1981)
- The Doria Rafe Case  (1981)
- The Nerissa Claire Case  (1983)
- The Veronica Dean Case  (1984)
- The Priscilla Copperwaite Case  (1986)
- Murder on Safari  (1987)
- A Death in a Town  (1988) Publié en français sous le titre Vous parlez d’une paroisse, Paris, Série noire no 2249, 1990

#### Signés H. Baldwin Taylor
- The Duplicate  (1964)
- The Triumvirate (1966) Publié en français sous le titre Le Triumvirat, Paris, Gallimard, Série noire no 1097, 1967
- The Trouble with Tycoons (1967)

#### Signés Elissa Grandower
- Seaview Manor  (1976) Publié en français sous le titre Le Manoir de Kazanor, Paris, Éditions Mondiales, coll. Modes de Paris, [s.d.]
- The Summer at Raven's Roost  (1976)
- The Secret Room of Morgate House  (1977)
- Blackbourne Hall  (1979)
- Rivergate House  (1980)